# ブライナイ・グエント
ブライナイ・グエント （英語:Blaenau Gwent County Borough、ウェールズ語:Bwrdeistref Sirol Blaenau Gwent）は、ウェールズ南部のカウンティ・バラ。東側でモンマスシャーとトルヴァエン、西側でケアフィリ、北側でポーイスと接している。
バラは1974年に、歴史的カウンティのグウェントの自治ディストリクトとして創設された。1996年にカウンティ・バラとして再編され、ラネリー地区がモンマスシャーに編入され、現在の形となった。